# Дутов Олександр Ілліч
Олекса́ндр Іллі́ч Ду́тов (рос. Александр Ильич Дутов; 5 (17) серпня 1879 — 7 лютого 1921) — російський військовий діяч, генерал-лейтенант (1919), учасник російсько-японської та Першої світової війн, отаман Оренбурзького козацького війська (1917—1919), генерал-губернатор Семиріченської області (1919—1920).

## Біографія
Народився Олександр Ілліч Дутов 5 (17) серпня 1879 року в місті Казалінську Сирдар'їнської області Туркестанського генерал-губернаторства в родині військового. Дитинство провів у Фергані, Оренбурзі й Санкт-Петербурзі.
Закінчив 1897 року Оренбурзький Неплюєвський кадетський корпус та 1899 року Миколаївське кавалерійське училище. Отримав чин хорунжого й направлений до 1-го Оренбурзького козацького полку, що квартирувався у Харкові.
1903 року, закінчивши курси при Миколаївському інженерному училищі в Санкт-Петербурзі, вступив до Академії Генерального штабу, проте 1905 року добровільно зголосився на російсько-японську війну. Воював у складі 2-ї Маньчжурської армії, нагороджений орденом Святого Станіслава 3-го ступеня.
По закінченні війни повернувся до Академії, яку закінчив 1908 року. Для ознайомлення зі службою Генерального штабу штабс-капітан Дутов був направлений у штаб 10-го армійського корпусу Київського військового округу.
У 1909—1912 роках викладав у Оренбурзькому юнкерському училищі. У грудні 1910 року нагороджений орденом Святої Анни 3-го ступеня. У жовтні 1912 року відряджений для річного цензового командування 5-ю сотнею 1-го Оренбурзького козацького полку в Харкові. 6 грудня 1912 року отримав чин військового старшини, що відповідав армійському званню підполковника. По закінченні річного терміну повернувся до Оренбурзького юнкерського училища, де прослужив до 1916 року.
З березня 1916 року Дутов — на фронтах Першої світової війни. У складі 1-го Оренбурзького козацького полку 10-ї кавалерійської дивізії 3-го кінного корпусу 9-ї армії Південно-Західного фронту брав участь у бойових діях проти 7-ї австро-угорської армії на території України й Румунії. Двічі був поранений, вдруге — важко. Після кількамісячного перебування у шпиталі повернувся у полк. 16 жовтня 1916 року призначений командиром 1-го Оренбурзького козацького полку. До лютого 1917 року був нагороджений мечами і бантом до ордена Святої Анни 3-го ступеня й орденом Святої Анни 2-го ступеня.
У березні 1917 року обраний товаришем голови Тимчасової ради Союзу козацьких військ. 1 червня 1917 року обраний головою ІІ Загальнокозацького з'їзду в Петрограді. 7 червня 1917 року обраний головою Ради Союзу козацьких військ. З вересня 1917 року — отаман Оренбурзького козацького війська та голова військового уряду.
26 жовтня (8 листопада) 1917 року отаман Дутов прибув до Оренбурга. Того ж дня він підписав наказ по війську № 816 про невизнання на території Оренбурзького козацького війська влади більшовиків, що здійснили переворот у Петрограді. Посланці більшовиків з центру були ув'язнені, пробільшовицьки налаштований оренбурзький гарнізон роззброєний і розпущений по домівках. У листопаді 1917 року Дутова обрали членом Установчих Зборів від Оренбурзького козацького війська. 6 грудня 1917 року він розіслав командирам козацьких частин наказ на призов козаків зі зброєю до війська. Проте через антивоєнно налаштованих козаків, мобілізація була провалена.
31 січня 1918 року чисельно переважаючі загони Червоної гвардії під командуванням Василя Блюхера після важких боїв захопили Оренбург. Дутову довелось відійти до Верхньоуральська, проте у березні козаки здали і його.
Уряд Дутова облаштувався у станиці Краснинській, де у квітні був оточений більшовиками. 17 квітня 1918 року силами 4-х партизанських загонів і офіцерського взводу отаман Дутов прорвав кільце оточення довкола Краснинської й вийшов у Тургайський степ.

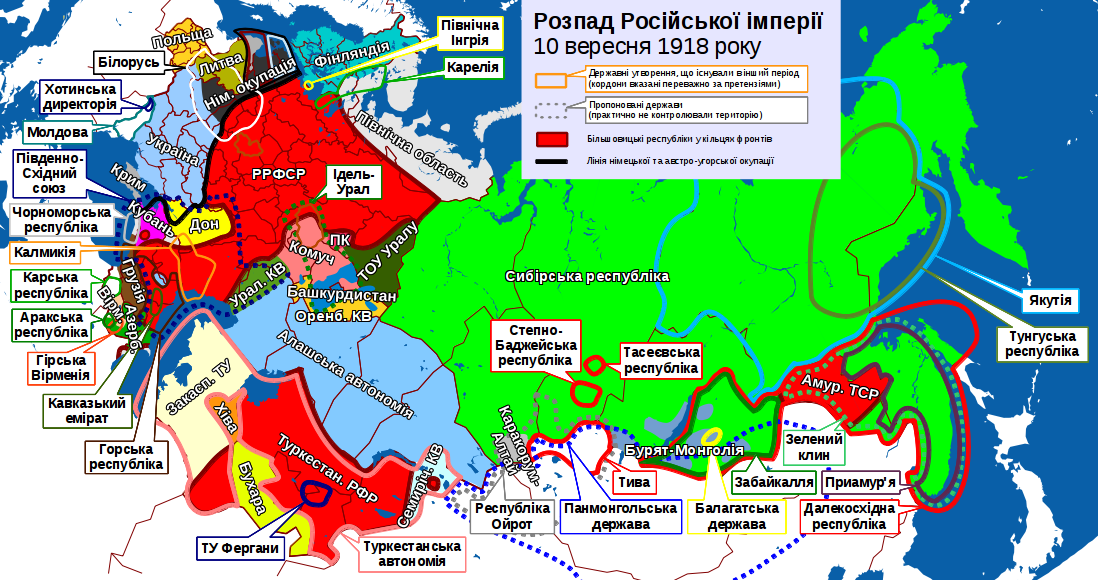
Територія, контрольована Оренбурзьком козацьким колом у вересні 1918 р. на карті розпаду Російської імперії

Масове антибільшовицьке повстання, що спалахнуло на всій території Оренбурзького козацького війська, привело до повалення влади Рад і розгрому червоногвардійських загонів. 3 липня козаки звільнили від більшовиків Оренбург. Від козаків до Дутова, як законно обраного військового отамана, була вислана делегація. 7 липня Дутов прибув у Оренбург, де оголосив територію Оренбурзького Козацького Кругу особливою областю Росії. У листопаді 1918 року козацькі частини отамана Дутова увійшли до складу Російської армії адмірала Олександра Колчака.
У вересні 1919 року Оренбурзька армія Дутова була розбита Червоною армією під Актюбинськом. Сам отаман Дутов із залишками своєї армії відійшов у Семиріччя, де приєднався до Семиріченської армії отамана Бориса Анненкова. Призначений отаманом Анненковим генерал-губернатором Семиріченської області. У травні 1920 року разом із Семирічинською армією отамана Анненкова перейшов у Китай.
Отамана Дутова вбили агенти ВЧК 7 лютого 1921 року в місті Суйдун (Китай). Похований з військовими почестями на католицькому цвинтарі у передмісті Суйдуна.

## Нагороди
- Орден Святої Анни 2-го ступеня;
- Орден Святої Анни 3-го ступеня;
- мечі й бант до ордена Святої Анни 3-го ступеня;
- Орден Святого Станіслава 3-го ступеня.

## Образ у кінематографі
Кінець отамана.